# Wzór barometryczny
Wzór barometryczny – wzór określający zależność między wysokością w polu grawitacyjnym {\displaystyle h,} liczoną od poziomu odniesienia, a ciśnieniem atmosferycznym {\displaystyle p}

Zależność ciśnienia od wysokości w atmosferze ziemskiej w przybliżeniu stałej temperatury

Przy założeniu, że temperatura w atmosferze jest stała, wzór przyjmuje postać:
{\displaystyle p=p_{0}\exp \left(-{\frac {\mu gh}{RT}}\right),}
gdzie:
{\displaystyle p_{0}} – ciśnienie atmosferyczne na poziomie odniesienia,
{\displaystyle \mu } – masa molowa powietrza (0,0289644 kg/mol),
{\displaystyle g} – przyspieszenie ziemskie,
{\displaystyle R} – stała gazowa,
{\displaystyle T} – temperatura powietrza w K.
Poziomem odniesienia zwykle jest poziom morza lub poziom lotniska (dotyczy ustawiania wysokościomierzy w samolotach).
Poniższa tabela podaje orientacyjne ciśnienie atmosferyczne w funkcji wysokości nad poziomem morza.
| Wysokość [m] | Ciśnienie [hPa] | Przykład                        |
| ------------ | --------------- | ------------------------------- |
| 0            | 1013,25         | Gdańsk                          |
| 500          | 954,61          | Rabka-Zdrój                     |
| 1000         | 898,76          | Kuźnice (Zakopane)              |
| 1500         | 845,58          | Pilsko, schronisko „Murowaniec” |
| 2000         | 794,98          | Kasprowy Wierch                 |
| 2500         | 746,86          | Rysy                            |
| 3000         | 701,12          | Zugspitze                       |
| 3500         | 657,68          | Lhasa                           |
| 4000         | 616,45          | Piz Bernina                     |
| 4500         | 577,33          | Matterhorn                      |
| 5000         | 540,25          | Ararat                          |
| 6000         | 471,87          | Kilimandżaro                    |
| 7000         | 410,66          | Aconcagua                       |
| 8000         | 356,06          | Sziszapangma                    |
| 9000         | 307,48          | Mount Everest                   |
| 10000        | 264,42          | samoloty (FL 330)               |
| 11000        | 226,37          | samoloty (FL 360)               |